# Cyrtopodion mintoni
Cyrtopodion mintoni este o specie de șopârle din genul Cyrtopodion, familia Gekkonidae, descrisă de Michael L. Golubev și Szczerbak 1981. Conform Catalogue of Life specia Cyrtopodion mintoni nu are subspecii cunoscute.